# キセキのはじまり/SHODO
「キセキのはじまり/SHŌDŌ」（キセキのはじまり/ショウドウ）は、V6の19枚目のシングル。2001年6月20日にavex traxから発売された。

## 収録曲
1. キセキのはじまり [4:08]
作詞：黒須チヒロ
作曲：菊池一仁
編曲：CHOKKAKU
  - フジテレビ系『VivaVivaV6』テーマソング
  - 前作、前々作に引き続き坂本と井ノ原にソロパートがある。
2. SHŌDŌ [3:22] - Coming Century
作詞・作曲・編曲：宮崎歩
  - TBS系『ミミセン!』テーマソング
3. キセキのはじまり（カラオケ）
4. SHŌDŌ（カラオケ）

## 収録アルバム
- 『Volume 6』（#1, 2）
  - アルバムバージョンを収録。（#1はシングルバージョンも収録されている。）
  - 初回限定盤のみメドレーの1曲としても収録。
- 『Very best II』（#1, 2）
  - #2は生産限定盤Aのみ収録。
- 『SUPER Very best』（#1）